# Новомихайлівка (Амурська область)
Новомихайлівка (рос. Новомихайловка) — село у Октябрському районі Амурської області Російської Федерації. Розташоване на території українського історичного та етнічного краю Зелений Клин.
Входить до складу муніципального утворення Новомихайлівська сільрада. Населення становить 416 осіб (2018).

## Історія
З 20 жовтня 1932 року входить до складу новоутвореної Амурської області.
З 1 січня 2006 року органом місцевого самоврядування є Новомихайлівська сільрада.

## Населення
| 2002 | 2010 | 2012 | 2013 | 2014 | 2015 | 2016 |
| ---- | ---- | ---- | ---- | ---- | ---- | ---- |
| 520  | ↘431 | ↘429 | ↗441 | ↘434 | ↘427 | ↗431 |
| 2017 | 2018 |      |      |      |      |      |
| ↘414 | ↗416 |      |      |      |      |      |